# Franz Bendel

Tomba di Franx Bendel al Cimitero Francese di Berlino

Franz Bendel (Schönlinde, 23 marzo 1833 – Berlino, 3 luglio 1874) è stato un pianista e compositore tedesco.

## Biografia
Bendel nacque a Schönlinde, in Boemia, Impero austriaco figlio di un maestro elementare che gli impartì la prima formazione musicale. Proseguì la formazione musicale con il pianista e compositore Josef Proksch.
Studiò in seguito con Franz Liszt per cinque anni a Weimar, qui conobbe e frequentò Wendelin Weißheimer.
Nel 1848 venne e assunto come istitutore e insegnante di musica dal conte Otto von Westphal, mantenne questo incarico per 14 anni.
Nel 1862 si trasferì a Berlino insegnò presso l'Accademia di musica di Theodor Kullak, Neue Akademie der Tonkunst.
Intraprese numerosi viaggi per tenere concerti, il primo da solista nel 1863 a Praga.
Morì a Berlino a causa della febbre tifoide, è sepolto al Französischer Friedhof.
Fu anche l'autore di oltre quattrocento composizioni, molte delle quali per il pianoforte, tra cui un concerto per pianoforte.

## Composizioni
- Polkas de Salon pour le Piano, op.58. No.1 Polka gracieuse No.2 Polka de la Jeunesse heureuse (B. Schott's Söhnen, Mainz, Sweet Remembrance.